# 3334 Somov
3334 Somov је астероид главног астероидног појаса чија средња удаљеност од Сунца износи 2,848 астрономских јединица (АЈ).
Апсолутна магнитуда астероида је 11,8.